# Wohnhaus Lindenallee 23
Das Wohnhaus Lindenallee 23 in der niedersächsischen Gemeinde Worpswede wurde Anfang des 20. Jahrhunderts gebaut. Aktuell (2025) wird das Saebens-Haus zum Wohnen genutzt.
Das Gebäude steht unter Denkmalschutz (siehe auch Liste der Baudenkmale in Worpswede).

## Geschichte und Beschreibung
Das eingeschossige traufständige verputzte Gebäude mit heruntergezogenem reetgedeckten Satteldach mit Gauben wurde 1907 nach Plänen von Alfred Schulze im Stil der Reformarchitektur gebaut. An der Südseite ist ein außermittiger Zwerchgiebel mit Fachwerk. Der Anbau stammt von 1925.
Das Landesdenkmalamt befand u. a.: „…  ortsgeschichtlicher, gebäudetypischer und ortsbildprägender Zeugniswert …“
Schulze entwarf u. a. 1918 das Einfamilienhaus für Clara Rilke-Westhoff in Fischerhude.